# Fünfkampf-Weltmeisterschaft 1935

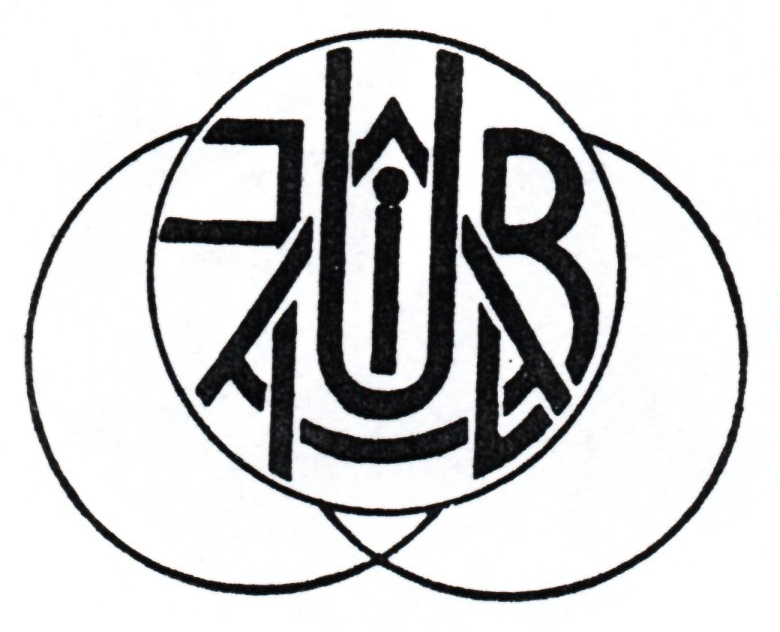
Logo UIFAB (ausrichtender Verband)

Veranstaltungsort: Wien

Die Fünfkampf-Weltmeisterschaft 1935, auch Pentathlon-Weltmeisterschaft genannt, war das zweite Turnier in dieser Disziplin des Karambolagebillards und fand vom 2. bis zum 10. April 1935 in Wien statt.

## Geschichte
Der Belgier Gustave van Belle wurde in Wien ungeschlagen neuer Fünfkampf-Weltmeister. Es wurden auch neue Bestleistungen aufgestellt. Die alten Rekorde im VGD und BEVD wurden von Jean Albert verbessert. Der Franzose wurde aber nur Zweiter. Für den österreichischen Ex-Weltmeister in Einband Ernst Reicher reichte es für Platz drei. Deutsche Teilnehmer waren an diesem Turnier nicht teilnahmeberechtigt, weil die deutsche nationalsozialistische Regierung 1934 bei der Weltmeisterschaft in der Freien Partie deutschen Spielern aus politischen Gründen die Teilnahme verboten hatte.

## Modus
Gespielt wurde das ganze Turnier im Round Robin Modus.
1. PP = Partiepunkte
2. MP = Matchpunkte
3. VGD = Verhältnismäßiger Generaldurchschnitt
4. BVED = Bester Einzel Verhältnismäßiger Durchschnitt

Bei der Berechnung des VGD wurden die erzielten Punkte in folgender Weise berechnet:
Freie Partie: Distanz 200 Punkte (erzielte Punkte mal 1)
Cadre 45/2: Distanz 150 Punkte (erzielte Punkte mal 1,5)
Einband: Distanz 50 Punkte (erzielte Punkte mal 10)
Cadre 71/2: Distanz 100 (Punkte erzielte Punkte mal 4)
Dreiband: Distanz 20 Punkte (erzielte Punkte mal 50)
Alle Aufnahmen wurden mal 1 gewertet.
Der Fünfkampf wurde auch in dieser Spielfolge gespielt.
In der Endtabelle wurden die erzielten Partiepunkte vor den Matchpunkten und dem VGD gewertet.

## Abschlusstabelle
| Legende | Legende                                       |
| --- | --------------------------------------------- |
| Abk. | Bedeutung                                     |
| Pkt. | erzielte Punkte                               |
| Aufn. | benötigte Aufnahmen                           |
| ED | Einzeldurchschnitt                            |
| GD | Generaldurchschnitt                           |
| VGD | Verhältnismässiger Generaldurchschnitt        |
| BMD | Bester Mannschaftsdurchschnitt                |
| BED | Bester Einzeldurchschnitt                     |
| BSD | Bester Satzdurchschnitt                       |
| BEVD | Bester Einzel Verhältnismässiger Durchschnitt |
| HS | Höchstserie                                   |
| MP | Match Points                                  |
| PP | Partie Punkte                                 |
| G-U-V | Gewonnen-Unentschieden-Verloren               |
| SV | Satzverhältnis                                |
| WRP | Weltranglistenpunkte                          |
| | 1. Platz (Gold)                               |
| | 2. Platz (Silber)                             |
| | 3. Platz (Bronze)                             |
| | Bester GD des Turniers/Runde                  |
| | Bester VGD des Turniers/Runde                 |
| | Bester ED des Turniers/Runde                  |
| | Bester BVGD des Turniers/Runde                |
| | Beste HS des Turniers/Runde                   |
| (Evtl. finden nicht alle Begriffe Anwendung oder einige sind nicht aufgeführt. Diese können in der Liste der Karambolage-Begriffe nachgesehen werden.) |                                               |

| Endklassement              | Endklassement         | Endklassement | Endklassement | Endklassement | Endklassement | Endklassement | Endklassement | Endklassement | Endklassement |
| Platz                      | Name                  | G-U-V         | PP            | MP            | Pkte.         | Aufn.         | VGD           | BVED          |               |
| -------------------------- | --------------------- | ------------- | ------------- | ------------- | ------------- | ------------- | ------------- | ------------- | ------------- |
| 1                          | Gustave van Belle     | 32-1-7        | 55:15         | 16:0          | 17168         | 529           | 32,45         | 40,62         |               |
| 2                          | Jean Albert           | 30-0-10       | 60:20         | 12:4          | 17262,5       | 511           | 33,78         | 48,43         |               |
| 3                          | Ernst Reicher         | 26-0-14       | 52:28         | 12:4          | 15669         | 529           | 29,62         | 44,26         |               |
| 4                          | Jan Sweering          | 23-3-14       | 49:31         | 10:6          | 16007,5       | 592           | 27,03         | 32,03         |               |
| 5                          | Jean de Gasparin      | 18-4-18       | 40:40         | 8:8           | 15283         | 551           | 27,73         | 40,27         |               |
| 6                          | Gaston de Doncker     | 20-0-20       | 40:40         | 6:10          | 14410,5       | 559           | 25,77         | 41,16         |               |
| 7                          | Armando Martinez Sagi | 10-0-30       | 20:60         | 2:14          | 13612,5       | 621           | 21,92         | 24,25         |               |
| 8                          | Heinrich Schwarzer    | 9-2-29        | 20:60         | 2:14          | 12520,5       | 713           | 17,56         | 14,61         |               |
| 9                          | Géza Schneider        | 7-0-23        | 14:66         | 4:12          | 11777,5       | 694           | 16,97         | 20,33         |               |
| Turnierdurchschnitt: 25,23 |                       |               |               |               |               |               |               |               |               |

## Disziplintabellen
| Platz                      | Name                  | MP   | Pkte. | Aufn. | GD    | BED    | HS  |
| -------------------------- | --------------------- | ---- | ----- | ----- | ----- | ------ | --- |
| 1                          | Jean Albert           | 16:0 | 1600  | 35    | 45,71 | 100,00 | 200 |
| 2                          | Gustave van Belle     | 14:2 | 1460  | 39    | 37,43 | 200,00 | 200 |
| 3                          | Ernst Reicher         | 12:4 | 1229  | 38    | 32,34 | 100,00 | 197 |
| 4                          | Jan Sweering          | 8:8  | 1073  | 53    | 20,24 | 100,00 | 177 |
| 5                          | Jean de Gasparin      | 7:9  | 971   | 50    | 19,40 | 33,33  | 152 |
| 6                          | Heinrich Schwarzer    | 5:11 | 951   | 68    | 13,98 | 33,33  | 150 |
| 7                          | Gaston de Doncker     | 4:12 | 977   | 48    | 20,35 | 33,33  | 159 |
| 8                          | Armando Martinez Sagi | 4:12 | 957   | 66    | 14,50 | 100,00 | 143 |
| 9                          | Géza Schneider        | 2:14 | 1036  | 85    | 12,18 | 14,28  | 143 |
| Turnierdurchschnitt: 21,27 |                       |      |       |       |       |        |     |

| Platz                      | Name                  | MP   | Pkte. | Aufn. | GD    | BED   | HS  |
| -------------------------- | --------------------- | ---- | ----- | ----- | ----- | ----- | --- |
| 1                          | Gustave van Belle     | 16:0 | 1200  | 53    | 22,64 | 37,50 | 117 |
| 2                          | Jean Albert           | 12:4 | 1007  | 48    | 20,97 | 50,00 | 145 |
| 3                          | Jan Sweering          | 12:4 | 1047  | 53    | 19,75 | 37,50 | 120 |
| 4                          | Ernst Reicher         | 10:6 | 904   | 70    | 12,91 | 16,66 | 56  |
| 5                          | Gaston de Doncker     | 8:8  | 873   | 65    | 13,43 | 30,00 | 107 |
| 6                          | Jean de Gasparin      | 8:8  | 884   | 67    | 13,19 | 25,00 | 92  |
| 7                          | Géza Schneider        | 4:12 | 736   | 76    | 9,68  | 21,42 | 53  |
| 8                          | Heinrich Schwarzer    | 2:14 | 647   | 76    | 8,51  | 11,53 | 46  |
| 9                          | Armando Martinez Sagi | 0:16 | 622   | 86    | 7,23  | –     | 33  |
| Turnierdurchschnitt: 13,33 |                       |      |       |       |       |       |     |

| Platz                     | Name                  | MP   | Pkte. | Aufn. | GD   | BED   | HS |
| ------------------------- | --------------------- | ---- | ----- | ----- | ---- | ----- | -- |
| 1                         | Gaston de Doncker     | 12:4 | 344   | 117   | 2,94 | 5,00  | 18 |
| 2                         | Gustave van Belle     | 12:4 | 369   | 129   | 2,86 | 10,00 | 24 |
| 3                         | Ernst Reicher         | 10:6 | 332   | 106   | 3,13 | 5,55  | 24 |
| 4                         | Jean Albert           | 8:8  | 354   | 99    | 3,57 | 8,33  | 30 |
| 5                         | Jean de Gasparin      | 8:8  | 334   | 113   | 2,95 | 5,55  | 18 |
| 6                         | Jan Sweering          | 8:8  | 350   | 119   | 2,94 | 5,55  | 25 |
| 7                         | Heinrich Schwarzer    | 6:10 | 332   | 161   | 2,06 | 2,94  | 23 |
| 8                         | Armando Martinez Sagi | 6:10 | 328   | 160   | 2,05 | 3,12  | 13 |
| 9                         | Géza Schneider        | 2:14 | 202   | 130   | 1,55 | 2,27  | 9  |
| Turnierdurchschnitt: 2,59 |                       |      |       |       |      |       |    |

| Platz                     | Name                  | MP   | Pkte. | Aufn. | GD    | BED    | HS  |
| ------------------------- | --------------------- | ---- | ----- | ----- | ----- | ------ | --- |
| 1                         | Gustave van Belle     | 14:2 | 792   | 61    | 12,98 | 50,00  | 81  |
| 2                         | Jan Sweering          | 13:3 | 791   | 70    | 11,30 | 100,00 | 100 |
| 3                         | Gaston de Doncker     | 12:4 | 646   | 87    | 7,42  | 20,00  | 65  |
| 4                         | Ernst Reicher         | 10:6 | 666   | 63    | 10,57 | 25,00  | 65  |
| 5                         | Jean de Gasparin      | 9:7  | 599   | 75    | 7,98  | 16,66  | 61  |
| 6                         | Jean Albert           | 8:8  | 653   | 64    | 10,20 | 50,00  | 55  |
| 7                         | Heinrich Schwarzer    | 4:12 | 483   | 100   | 4,83  | 6,66   | 36  |
| 8                         | Géza Schneider        | 2:14 | 472   | 84    | 5,61  | 12,50  | 54  |
| 9                         | Armando Martinez Sagi | 0:16 | 386   | 79    | 4,88  | –      | 40  |
| Turnierdurchschnitt: 8,36 |                       |      |       |       |       |        |     |

| Platz                      | Name                  | MP   | Pkte. | Aufn. | GD    | BED   | HS |
| -------------------------- | --------------------- | ---- | ----- | ----- | ----- | ----- | -- |
| 1                          | Jean Albert           | 16:0 | 160   | 265   | 0,603 | 1,052 | 8  |
| 2                          | Armando Martinez Sagi | 10:6 | 138   | 230   | 0,600 | 0,800 | 5  |
| 3                          | Ernst Reicher         | 10:6 | 142   | 252   | 0,563 | 0,869 | 5  |
| 4                          | Gustave van Belle     | 9:7  | 141   | 247   | 0,570 | 0,769 | 5  |
| 5                          | Jean de Gasparin      | 8:8  | 145   | 246   | 0,589 | 1,000 | 5  |
| 6                          | Jan Sweering          | 8:8  | 134   | 297   | 0,451 | 0,571 | 4  |
| 7                          | Gaston de Doncker     | 4:12 | 122   | 269   | 0,453 | 1,052 | 5  |
| 8                          | Géza Schneider        | 4:12 | 115   | 320   | 0,359 | 0,408 | 4  |
| 9                          | Heinrich Schwarzer    | 3:13 | 107   | 308   | 0,347 | 0,689 | 4  |
| Turnierdurchschnitt: 0,494 |                       |      |       |       |       |       |    |